# Émile Peynot
Émile Peynot est un sculpteur et médailleur français né le 22 novembre 1850 à Villeneuve-sur-Yonne et mort le 13 décembre 1932 dans le 15e arrondissement de Paris.
Lauréat du prix de Rome en sculpture de 1880, une partie de ses œuvres monumentales est conservée en Argentine.

## Biographie
Émile Edmond Peynot naît le 22 novembre 1850 à Villeneuve-sur-Yonne. Ses parents sont d'origine modeste, son père maçon meurt en 1862. Il est placé en apprentissage chez un boulanger. M. Duflot, le directeur de l’école communale de Villeneuve-sur-Yonne, avait remarqué les goûts d’Émile Peynot pour les beaux-arts et il décide de le former lui-même au dessin et lui donne les moyens matériels de poursuivre ses études.
En 1867, Peynot entre dans l’atelier de Pierre Robinet à Paris, où il se forme pendant trois ans.
Le 28 mars 1870, il est admis à l’École des beaux-arts de Paris et intègre la section sculpture dans l'atelier de François Jouffroy,.
En 1871, il obtient la grande médaille de l'École. Ses résultats et les éloges de ses professeurs lui permettent alors d’obtenir une subvention du département de l’Yonne en 1872 et 1873.
En 1873, il débute au Salon des artistes français avec un Buste de femme et obtient, en 1880, le premier grand prix de Rome, une partie de ses œuvres monumentales est conservée en Argentine,
Il devient professeur à l’École des beaux-arts de Paris et a l'Académie de la Grande Chaumière.
Il est élu membre de la Société académique du Touquet-Paris-Plage le 13 août 1921 ; il en démissionne en août 1927.
Il meurt à Paris le 13 décembre 1932.

## Récompenses
Émile Peynot est récompensé par de nombreuses médailles au Salon des artistes français et obtient une médaille d’or à l'Exposition universelle de 1889 et à celle de 1900 à Paris.

## Distinctions
Émile Peynot est nommé commandeur du Dragon d'Annam en 1889 à l'inauguration du Monument à Paul Bert. Il est nommé chevalier dans l'ordre national de la Légion d'honneur en 1891, puis est promu officier de cet ordre en 1903.

## Hommage
Un boulevard de Villeneuve-sur-Yonne et une rue de Sens portent son nom.

## Œuvres

### Monuments

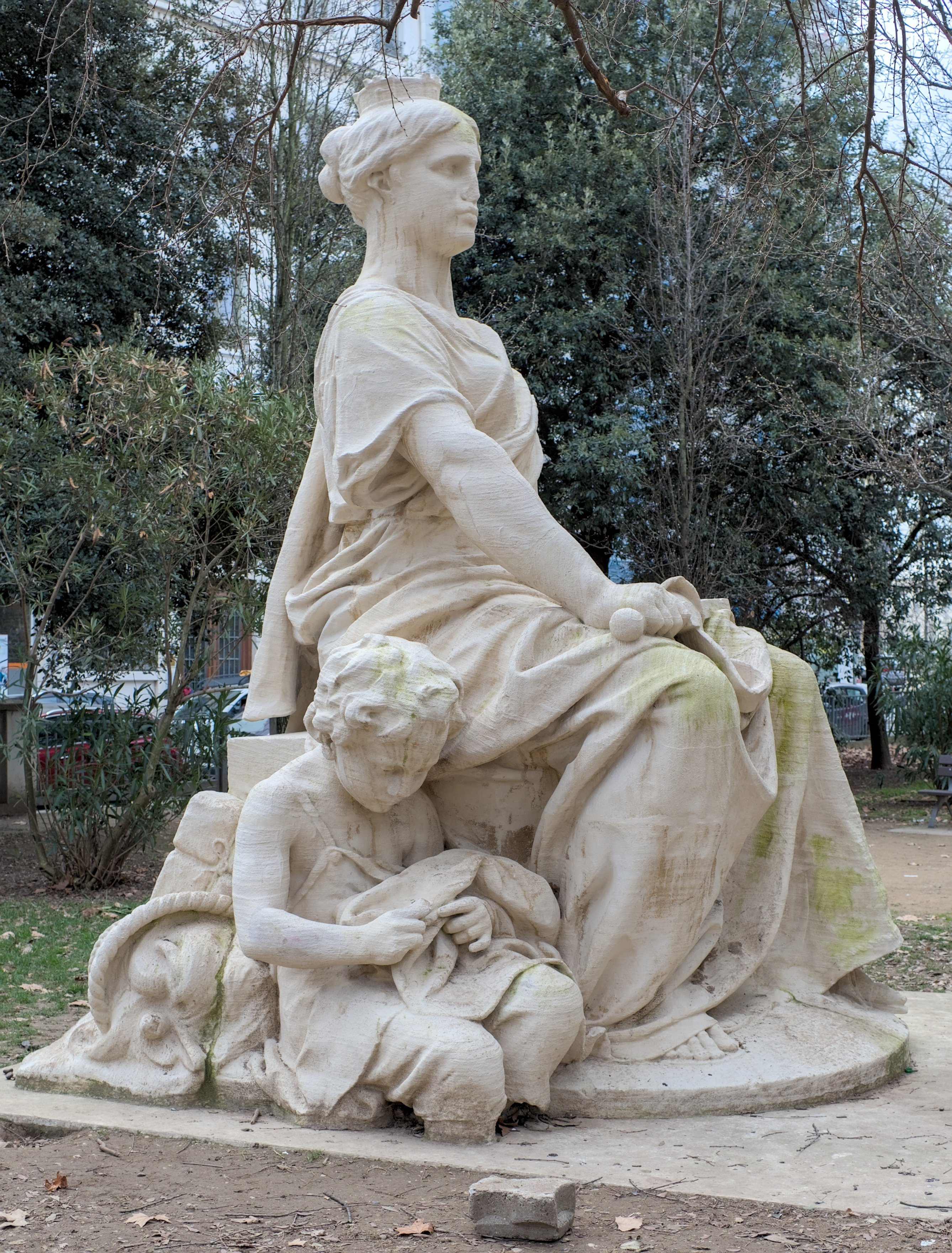
L'allégorie de la Ville de Lyon, après restauration, inaugurée en 2025 dans le square Delestraint.

- Monument de la République, 1889. En 1880, le conseil municipal de Lyon lance le projet d'élever un monument à la gloire de la République pour le centenaire de la Révolution française. L'emplacement est prévu sur la place Perrache (actuelle place Carnot) et, à l’issue d’un concours très disputé, le jury arrête son choix sur la maquette d'Émile Peynot associé à l'architecte Victor-Auguste Blavette. La statue en bronze de La République mesure 7,5 mètres. Elle caresse un lion à sa droite et brandit un rameau de paix. Juchée sur un piédestal cylindrique d'une hauteur de 15 mètres, elle domine quatre groupes statuaires en pierre de Tournus : La Ville de Lyon, La Liberté, L'Égalité et La Fraternité. Le monument est inauguré en 1889. En janvier 1975, du fait la construction du métro, le monument est déplacé sur la place et amputée des groupes qui l’entourent. La Ville de Lyon, toujours sur la place, en est éloignée, les trois autres groupes sont transférés dans le parc Bazin situé dans le quartier de Montchat du 3e arrondissement de Lyon[4],[10]. En 2024, l'allégorie de la Ville de Lyon est démontée pour restauration, laissant place au nouveau Mémorial de la Shoah ; elle est installée dans le 3e arrondissement, square Delestraint, et inaugurée le 24 janvier 2025[11].

Monument de la République
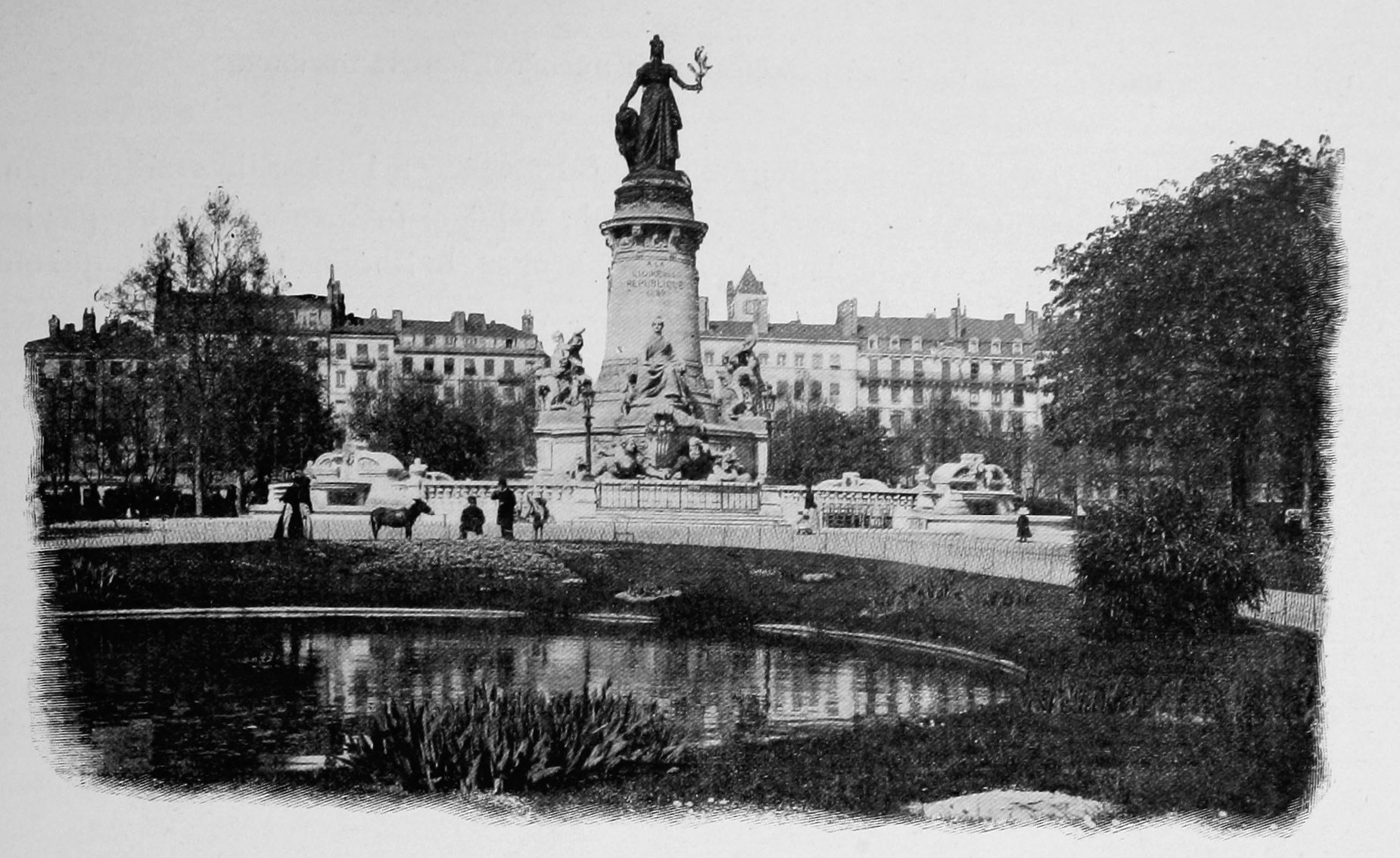
Monument de la République (1889), Lyon. Monument dans son état original.
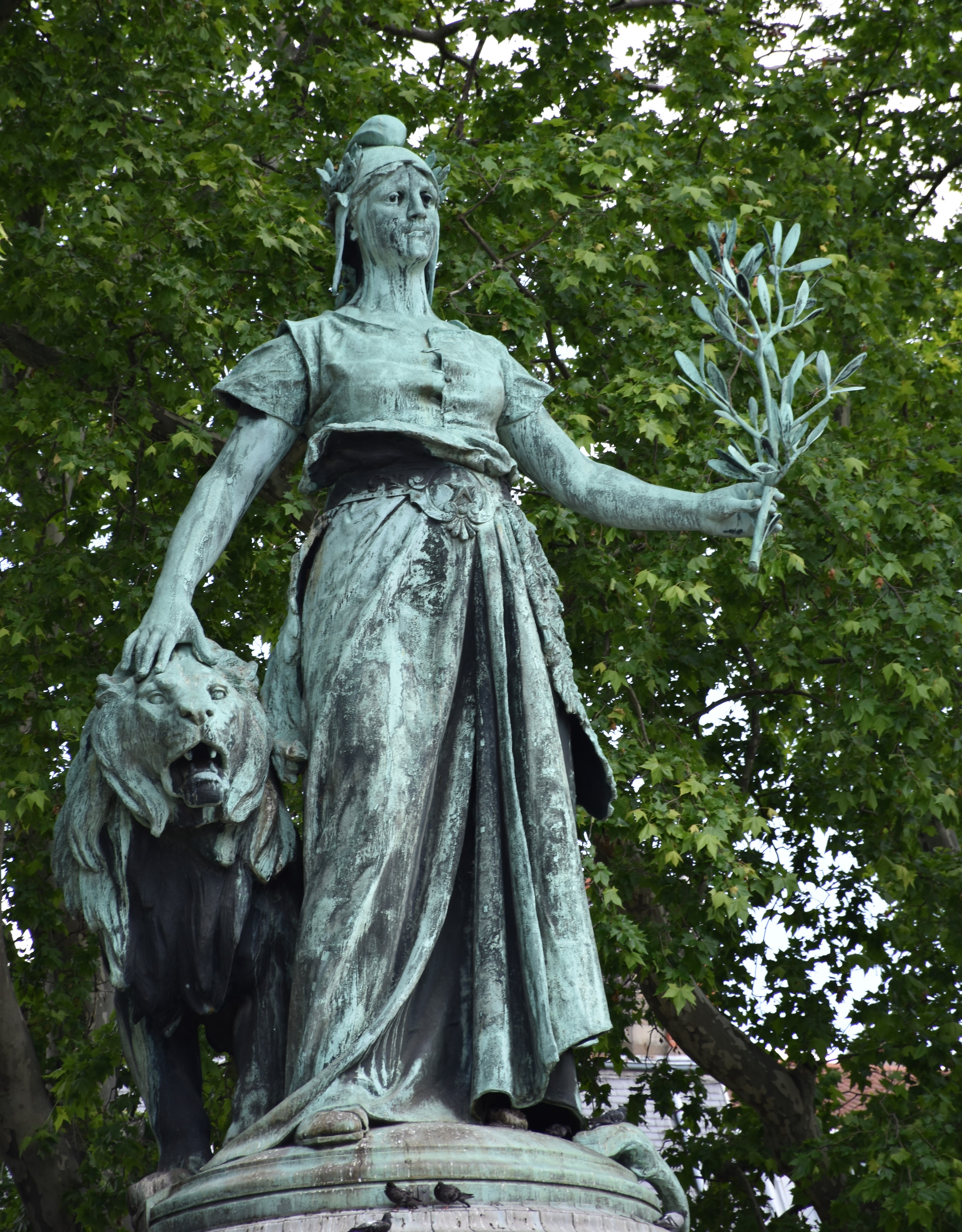
La République (1889), Lyon, place Carnot.
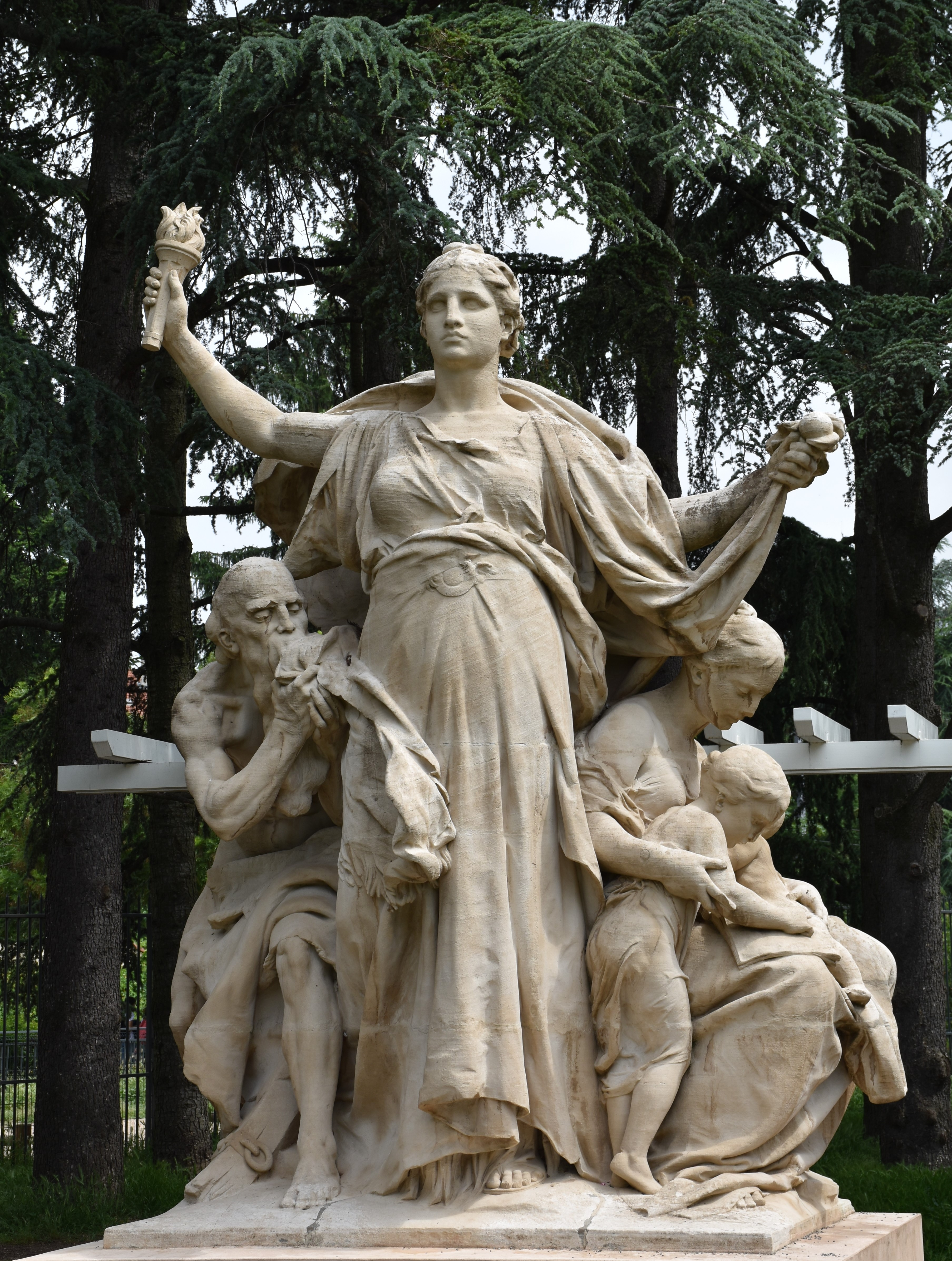
La Liberté (1889), Lyon, parc Bazin.
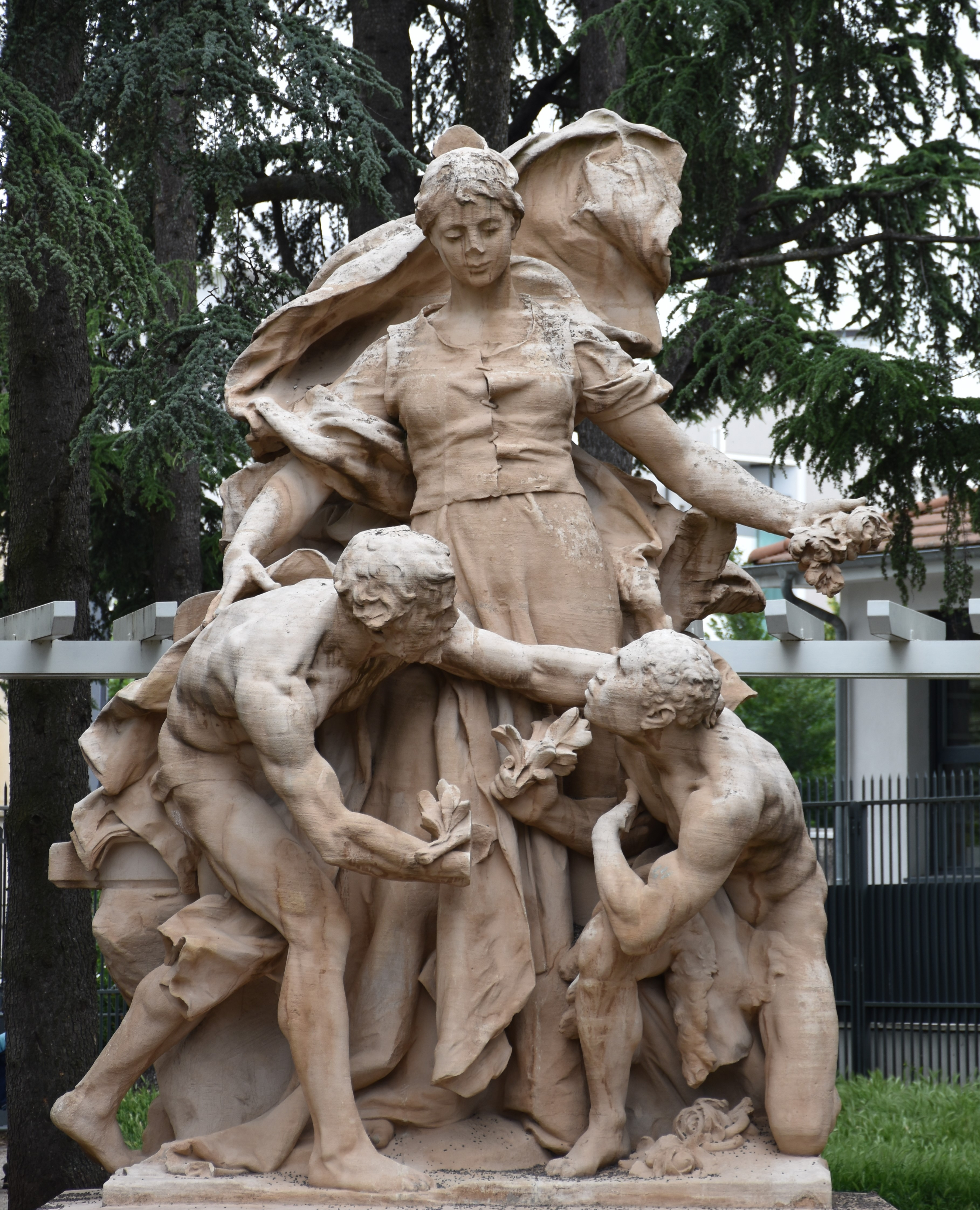
L'Égalité (1889), Lyon, parc Bazin.
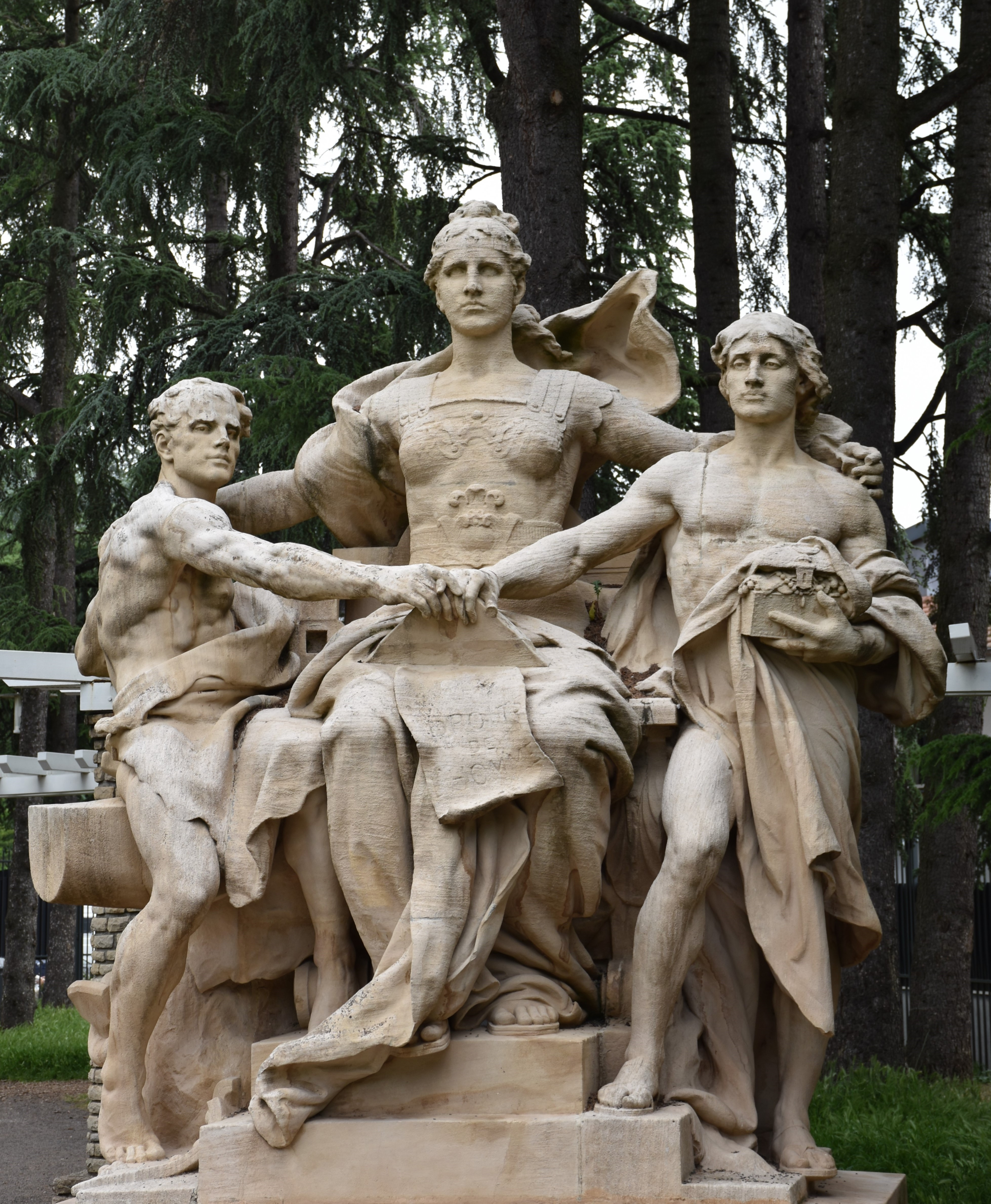
La Fraternité (1889), Lyon, parc Bazin.

- Monument à Sadi Carnot :  érigé en 1895 à Fontainebleau[N 2], ce monument est fondu sous le régime de Vichy, dans le cadre de la mobilisation des métaux non ferreux[12].
- Monument à Paul Bert à Auxerre : en 1888, un comité national est constitué sous la présidence du sénateur J.Guichard pour l'érection d'un monument en l'honneur de l’ancien ministre de l’Instruction publique mort en novembre 1887. l’exécution en est confiée à Peynot, originaire de l’Yonne. Le comité se propose d’offrir l’œuvre à la municipalité d’Auxerre, ville natale de Paul Bert, à charge à elle de trouver un emplacement adéquat. Il en résulte une violente polémique entre radicaux et républicains qui ne trouve son épilogue que dans la proposition d’un Auxerrois de placer l’effigie du grand homme sur le pont qui enjambe l’Yonne, où elle se trouve encore aujourd’hui. Le monument est inauguré le 7 juillet 1889[4].
- Monument aux morts de la guerre de 14-18 de Charenton-le-Pont : place de l’église, inauguré le 6 novembre 1921. L'ornementation est imposante, à l'image du poilu casqué, armé d'un fusil, fondu par Ferdinand Barbedienne. Un hommage gravé aux morts de la Seconde Guerre mondiale a été ajouté au monument. Il est remanié en 2009.
- Monument aux morts de la guerre de 14-18 du Touquet : réalisé par les architectes Buisset et Bical, le monument aux morts est érigé au cœur du cimetière touquettois. Exécuté par Peynot et fondu par Duranton, il est inauguré le 23 avril 1922.
- Monument aux Morts de la guerre de 14-18 de Saint-Mihiel, place Jean Bérain : en calcaire d’Euville, il représente un soldat de la Grande Guerre protégeant une femme serrant un enfant dans les bras. Il est inauguré le 11 novembre 1925 par André Maginot, ministre de la Guerre.
- Monument au peintre Louis Français, 1901, square Louis Français à Plombières-les-Bains : Peynot obtient la commande de ce monument sur concours. Le monument est composé d'un obélisque en granit qui constitue un socle au buste sur piédouche en bronze. Deux statues de grande taille ornent la partie inférieure du monument de plan en C : une dryade debout, appuyée sur le tronc d'un chêne, tenant une lyre. Une évocation de Chloé ou une allégorie du Printemps assise sur un rocher joue de la flûte à deux becs. Une palette de peintre gît au sol. Le thème choisi rappelle les domaines de prédilection de Louis Français[13].
- Monument au maréchal Exelmans, place Exelmans à Bar-le-Duc. Réalisé en 1898, il est l'œuvre de Peynot et Paul Roussel, fondu par Durenne.
- Fontaine à Villeneuve-sur-Yonne, 1887, fontaine Briard, le bassin en fer à cheval entoure la pile de jet sur trois côtés. L'eau provient à la fois de la bouche des trois dragons et d'un orifice dans la console qui les soutient. Une allégorie républicaine trône à l'avant de la pile. Un médaillon d'homme orne un côté et un médaillon de femme l'autre côté de la pile, probablement ceux des mécènes à l'origine de la commande[12].
- Monument aux morts de Villeneuve-sur-Yonne, près de la porte de Joigny.
- Monument aux morts de Joigny : par délibération du 12 mars 1921, le marché est conclu avec Émile Peynot pour un monument inauguré le 4 novembre 1923 sur le rond-point de la Demi-Lune, puis déplacé en 1971 quai de la Butte[4].
- Monument à Henri Schneider, Le Creusot, place devant l’hôpital inaugurée le 30 septembre 1923, bronze. L'industriel est représenté assis sur une chaise, une carte dépliée sur ses genoux[14].
- Monument aux morts de Sens, promenade du Jeu de Paumes. Commandé en 1898 par souscription publique et par les soins du conseil municipal, du Souvenir français, des anciens combattants de 1870-1871, avec le concours de la Ville de Sens et de l’État français[4].
- Monument aux morts de Bar-le-Duc, 1925, place du Maréchal Foch, devant l'église Saint-Jean. Ce monument est composé sur un piédestal pyramidal en pierre de Savonnières par l’architecte Lehmann et Peynot. Au sommet, une République dans de longs vêtements de deuil, debout, est également une allégorie du Souvenir : elle tient de la main gauche un faisceau de lauriers pour les vainqueurs et de la droite une gerbe de fleurs pour ceux qui sont morts. Au pied du monument, les statues de sept combattants sortant du socle symbolisent la défense de la Nation. Il a été restauré en 2007[15].
- Mausolée de sainte Alpais à l’église de Cudot : réalisé en 1891 d'après le gisant du XIIIe siècle.
- Pavillon des grandes marques et maisons de Champagne à l’Exposition universelle de 1900 : conçu par les architectes Armand Bègue et Ernest Kalas de l'École des beaux-arts, et décoré par Peynot.
- Mausolée d’Alexandre de Bary[N 3], érigé dans le parc du château de sa maîtresse, Elvire Bouchez, à Thuisy.
- Tombe de Juan  Alberto Lartigau[N 4] : monument funéraire en marbre blanc, Buenos Aires, cimetière de la Recoleta[16].
- Monument du Centenaire à Buenos-Aires : offert par la colonie française en Argentine à la Ville de Buenos-Aires, exécuté en marbre et granit, avec la collaboration de l'architecte Nénot en 1910.
- Monument du docteur Aristobulo Del Valle[N 5], Buenos Aires, cimetière de la Recoleta.
- Offrande florale à Domingo Faustino Sarmiento, président de la République d’Argentine, monument en marbre de Carrare, Buenos-Aires  cimetière de la Recolata.

### Œuvres dans les collections publiques
France
- Auxerre :

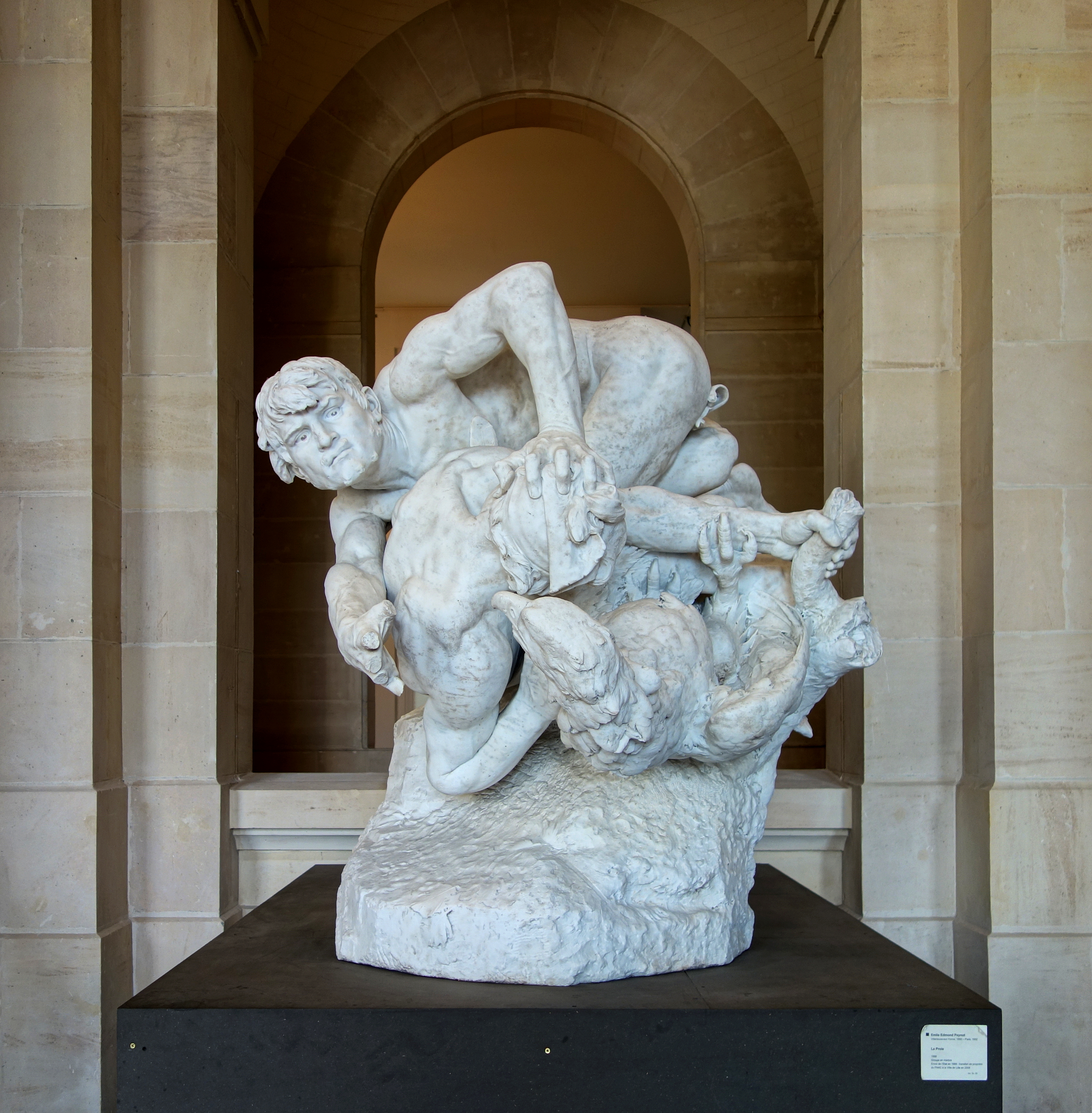
La Proie (1888), palais des Beaux-Arts de Lille.

  - cimetière : Charles Lepère, buste en bronze.
  - musée Leblanc-Duvernoy :
    - Abandonnée, Salon de 1883, bas-relief en plâtre ;
    - Les Lutteurs, 1929, plâtre.
- Bagnères-de-Luchon, musée du Pays de Luchon : Surprise, statue en plâtre.
- Charleville-Mézières, musée de l'Ardenne : Pro Patria, 1886, statue en plâtre.
- Lille, palais des Beaux-Arts : La Proie, 1888, groupe en marbre.
- Nice, jardin Théodore de Banville : Poésie pastorale, 1906, groupe en marbre, allégorie des arts des sciences et des techniques.

- Paris :

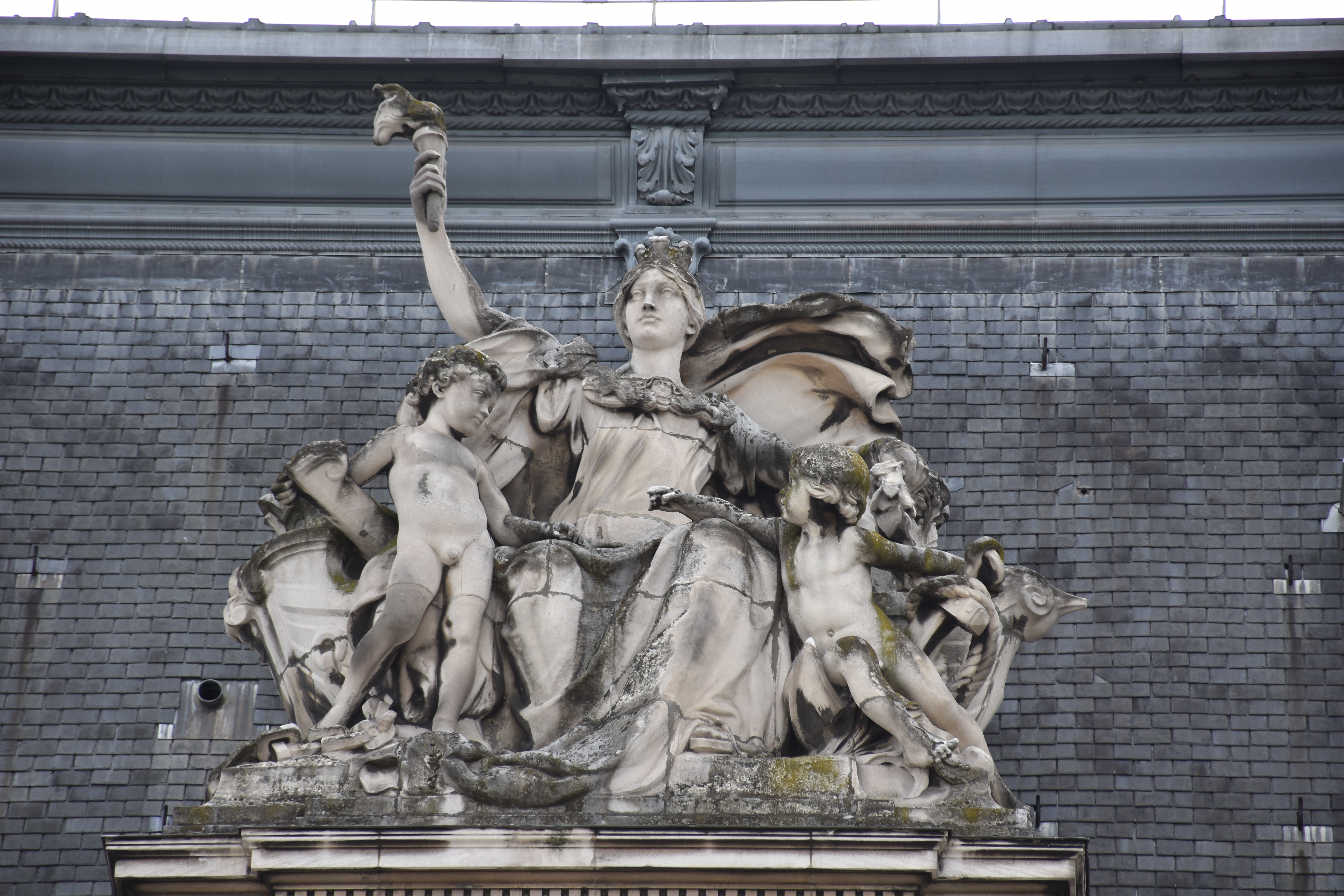
La Ville de Marseille, Paris, façade de la gare de Lyon.

  - École nationale supérieure des beaux-arts : Enfant prodige, 1880, bas-relief en plâtre pour lequel Peynot obtient le premier grand prix de Rome de sculpture.
  - musée d’Orsay : Pro Patria, 1890, statue en  marbre[N 6].
  - Paris-Gare-de-Lyon : Marseille. Sur la façade figurent des statues allégoriques des villes de Paris et de Marseille, ainsi que des bas-reliefs personnifiant la Pêche et la Chasse. La statue de Marseille est de Peynot.
  - Petit Palais, façade : Les Armes de Paris, bas-relief en pierre.
  - théâtre national de l'Opéra-Comique : Cariatides de la façade percée de six fenêtres alternant avec six cariatides, celles de gauche sont d’André-Joseph Allar, celles du centre de Gustave Michel, celles de droite d’Émile Peynot.
- Reims :
  - cimetière nord, mausolée Godbert : Madame Godbert, 1905, buste en marbre.
- Roubaix, La Piscine : Pro Patria, plâtre[17], provient de l'atelier d'Auguste Biaggi[18], sculpteur et praticien.
- Saint-Étienne, hôtel de préfecture de la Loire : fronton.
- Saint-Maixent-l'École, école militaire d’infanterie : Statue de Turenne.
- Sens :
  - cimetière :
    - Le Souvenir, 1891, statue ornant la tombe de Victor Duflot ;
    - Sépulture Delaveau-Darde.
- Versailles, musée de l'Histoire de France : Challemel-Lacour, 1902, buste en marbre, d'après Victor Bacquet[N 7] est pressenti pour réaliser ce buste. Après sa mort, c’est Peynot qui l'exécute d'après le modèle en plâtre de Bacquet.
- Villeneuve-sur-Yonne, église Notre-Dame de l'Assomption : Le Repos pendant la fuite en Égypte, 1883, bas-relief en plâtre, envoi de Rome.

### Œuvres dans des collections privées

#### France
- Reims :

- Cellier d'expédition Mumm : cariatides
- Sens :

- Caisse d'épargne, 2 Boulevard du 14 juillet : fronton 
- Vaux-le-Vicomte, château de Vaux-le-Vicomte :

- Tritons et Enfants, 1888, groupe pour un des deux bassins
- Naïade, 1889, modèle en plâtre pour le second bassin
- Les Quatre parties du monde, 1892, groupe en marbre

#### Monaco
- Monaco, casino de Monte-Carlo : Le Matin, Midi, Le Soir et La Nuit, bas-reliefs en stuc décorant les quatre écoinçons de la salle construite en 1910, transformée en cabaret en 1948. Dans la galerie Empire, il exécute deux grands quadriges, bas-reliefs, en stuc figurant Le Char de l’Amour tiré par quatre chevaux, et Le Char de la Nuit tiré par quatre bœufs. Les bas-reliefs reposent sur une poutre supportée par deux motifs triangulaires décorés de Victoires soufflant dans leurs trompes.

### Statuettes d'édition
- Jeune Femme, 1885, représentée debout tenant un panier de fleurs dans sa main droite, reposant sur une base ovale.
- Marchand tunisien, 1883, bronze.
- L'Angélus, bronze fondu par Houdebine et Fils.
- Maternité, 1902, fonderie Hesse.
- Guerrier arabe.
- Arabe assis contrôlant son pistolet.
- Trompette de la Renommée des établissements Ballot : trophée automobile de marque en bronze argenté. Le bouchon de radiateur est incorporé à la sculpture sur le modèle de marque.

## Salons
- 1881 : Louis-Nicolas Cabat, buste en bronze.
- 1883 : Abandonnée, bas-relief en plâtre.
- 1886 : Pro Patria, statue en plâtre ; La Proie, groupe en marbre.
- 1905 : Poésie pastorale, marbre.

## Expositions
En 2012, une exposition a été consacrée à Émile Peynot à Villeneuve-sur-Yonne. Cet évènement valorisant un fonds de photographies et de dessins a été réalisé en partenariat avec divers musées.

Œuvres d'Émile Peynot
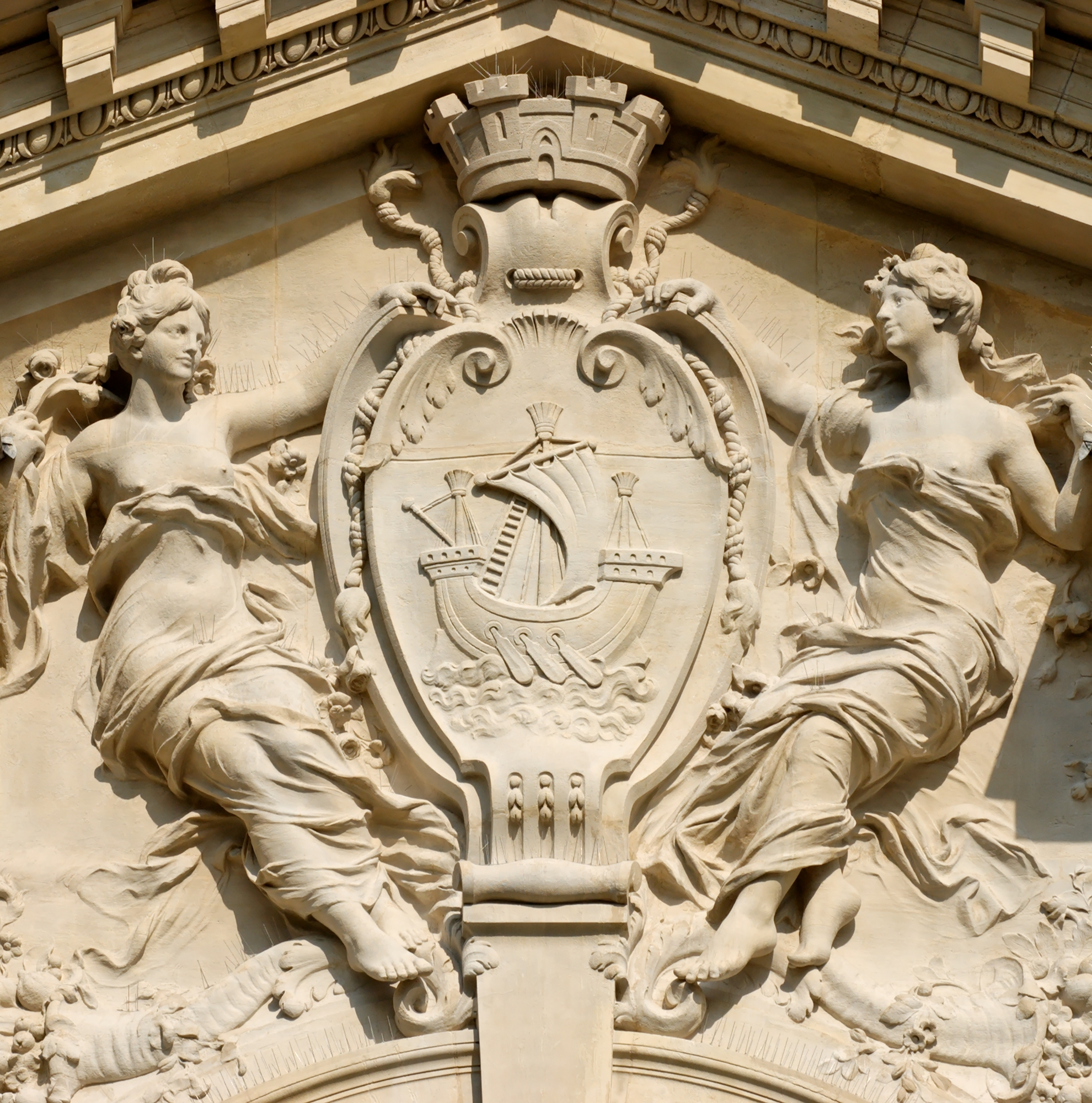
Les Armes de Paris (1900), Paris, façade du Petit Palais.
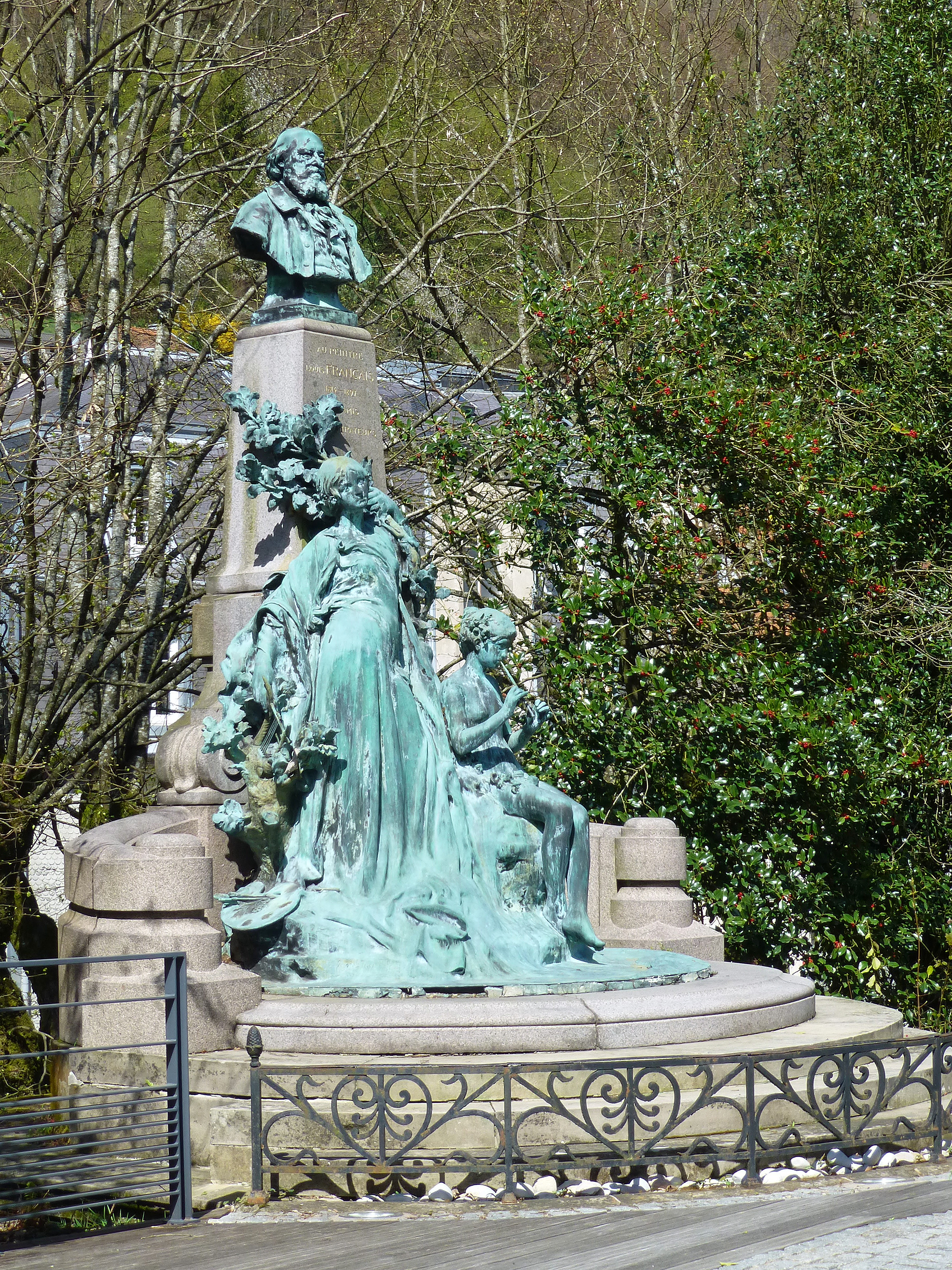
Monument au peintre Louis Français (1901), Plombières-les-Bains.
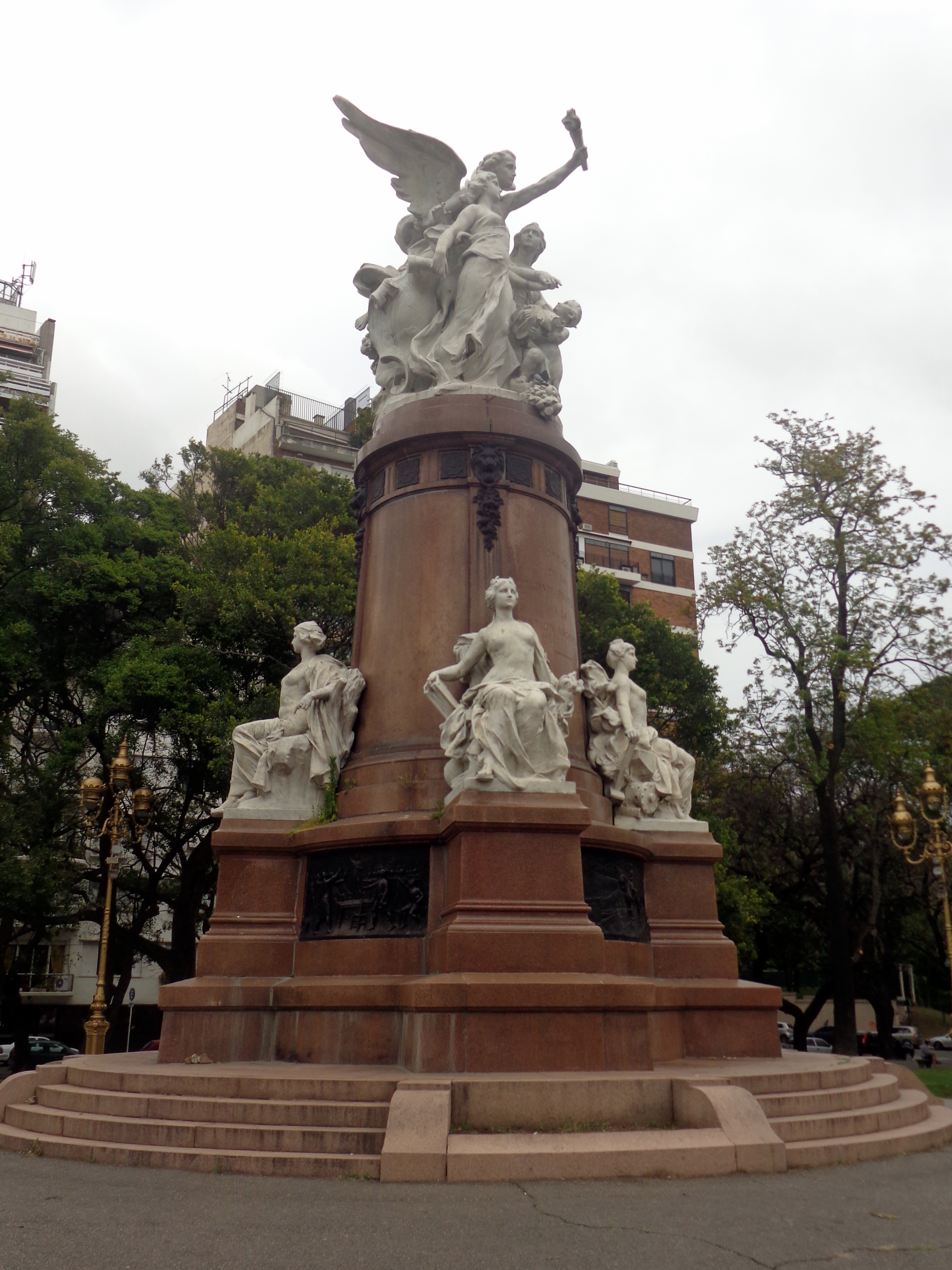
Monument du Centenaire (1910), Buenos Aires.
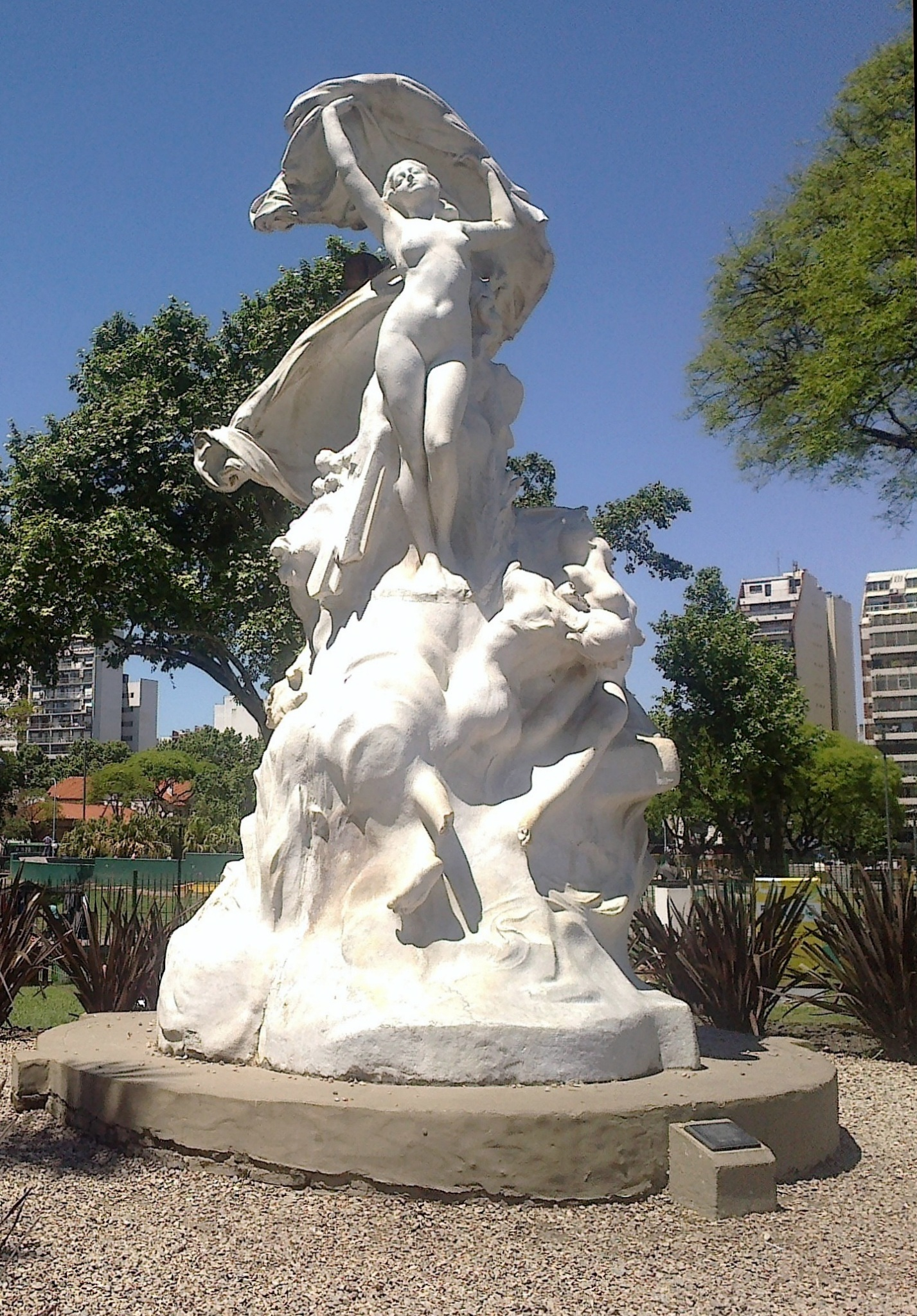
L'Aurore (1918), Buenos Aires, Parque Centenario.
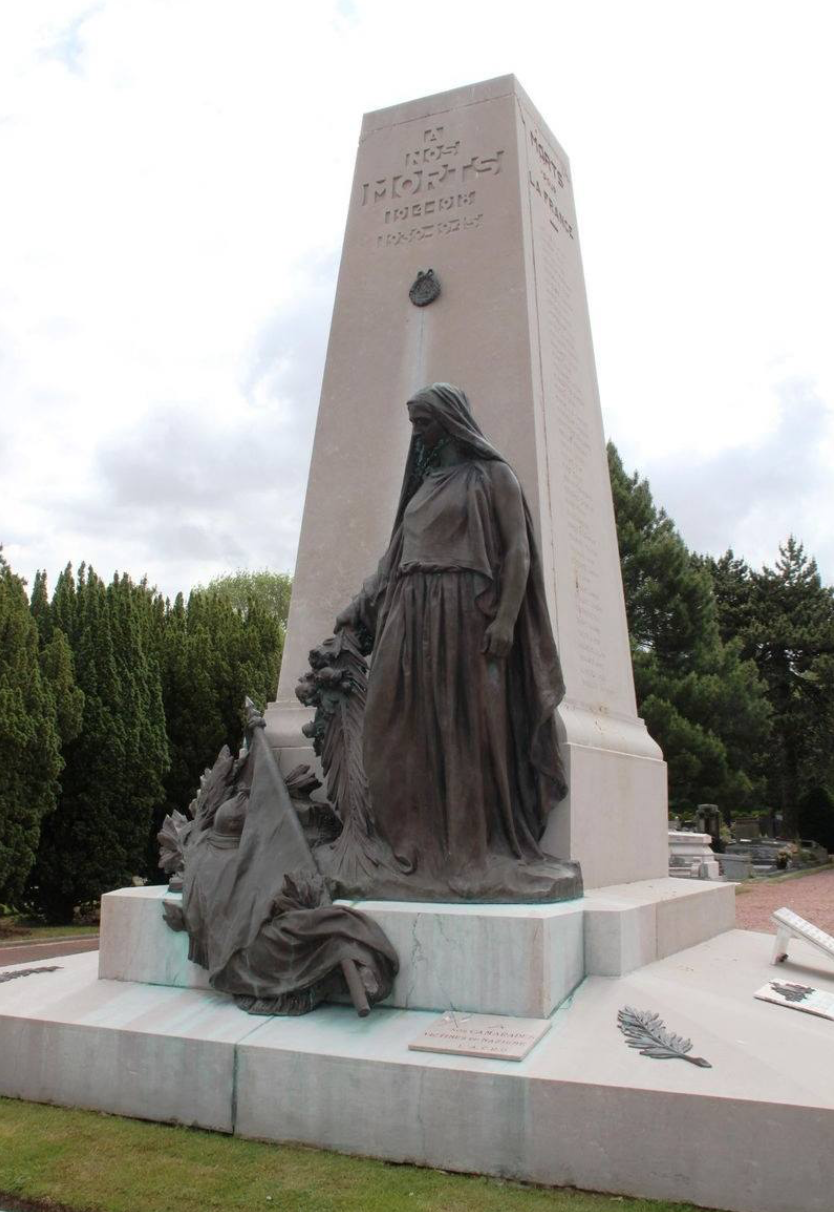
Monument aux morts (1922), Le Touquet-Paris-Plage.

## Pour approfondir